# Никле Скоклев
Никле Скоклев с прозвище Харамбашията е хайдутин от XVII век и действал след 1650 година в Южна Македония.

## Биография
Роден е в битолското село Буково, тогава в Османската империя, днес в Северна Македония. Става хайдушки войвода (арамбаша) и извършвал нападения и грабежи над мюсюлмани и християни в Битолско. Дружината му наброявала над 10 души, като байрактар е Йован Пейов от Сопотница. През октомври 1661 година дружината напада чифлика на Коджабегзаде Мехбед Челеби в Раково и измъчват собственика и двамата чифчии Йован и Божин, за да издадат къде са скрити парите, като собственикът умира. Хайдутите ограбили над 2000 акчета, две копия, едно одеяло, кутии за накити, един сребърен синджир, един чифт сребърни обици, четири везани шамии и един топ ленено платно.
Чета на Никле Скоклев
| Име                 | От         | Околия     | Бележка                    |
| ------------------- | ---------- | ---------- | -------------------------- |
| Никле син на Скокле | Буково     | Битолско   | арамбаша                   |
| Йован син на Пейо   | Сопотница  | Битолско   | байрактар                  |
| Нестор              | Дихово     | Битолско   | мартолоз, а после хайдутин |
| Стойо               | Секирани   | Битолско   | хайдутин                   |
| Велче син на Божан  | Мал Герман | Преспанско |                            |
| Петко син на Стоян  | Мал Герман | Преспанско |                            |
| Божан               | Раково     | Битолско   |                            |

Осъден е от шериатски съд и зверски екзекутиран на 21 септември 1662 година в Битоля.